# Quercy
Pour le cargo et croiseur auxiliaire français, voir Quercy (croiseur auxiliaire).
849 – 1790
Le Quercy (en occitan : Carcin, prononcé /karˈsi, kɔrˈʃi/) est une région naturelle et ancienne province française dont l'étendue correspondait à celle du diocèse primitif de Cahors.
Le Quercy s'étendait sur les plateaux et pelouses calcaires des causses du Quercy, recoupées par des vallées internes et adjacentes. Cette région correspond à l'actuel département du Lot, à la moitié nord du département de Tarn-et-Garonne et à quelques communes de la Dordogne, de la Corrèze et de l'Aveyron.
En 1790, le Quercy forma en tant que tel le premier département du Lot. En 1808, sous l'Empire de Napoléon Ier, une partie importante du Quercy blanc (dit Bas-Quercy) fut détachée de ce département pour créer le département de Tarn-et-Garonne.

## Géologie
Les Causses du Quercy se trouvent sur la bordure nord-est du bassin d'Aquitaine,. Ils sont encadrés au nord-est et à l'est par le socle hercynien du Massif central, au sud par les contreforts des Pyrénées, à l'ouest par le bassin d'Aquitaine.
Le bassin quercynois se présente dans un triangle d'une centaine de kilomètres de long et d'une largeur variant entre 30 et 80 km, limité :
- au nord par la faille Condat-Meyssac, en limite du bassin permien de Brive-la-Gaillarde,
- au nord-est par les failles d'Argentat et de Cornac,
- à l'est par la faille de Villefranche-de-Rouergue,
- au sud par l'anticlinal de la Grésigne[3].

Ses caractéristiques sont dues au remplissage de terrains sédimentaires essentiellement jurassiques. Ce remplissage s'est fait en bandes du Lias (ou Jurassique inférieur), à l'est, du Dogger connu sous le nom de Jurassique moyen, et du Malm connu sous le nom de Jurassique supérieur.
Ce remplissage a été affecté par trois fractures majeures correspondant aux trois grandes rivières : l'Aveyron, le Lot avec le Célé et la Dordogne. Les rivières ont entraîné la division des Causses du Quercy en :
- causse de Limogne, entre l'Aveyron et le Lot,
- causse de Saint-Chels, entre le Lot et le Célé,
- causse de Gramat, limité par le Célé, le Lot et la Dordogne,
- causse de Martel, au nord de la Dordogne.

L'évolution du bassin du Quercy depuis son origine jusqu'au Paléogène peut être résumée en huit étapes par une succession de submersions et de régressions marines, finalement d'émersion :
1. plate-forme carbonatée au Lias inférieur,
2. approfondissement du bassin quercynois et développement de failles avec des hauts fonds,
3. développement d'une nouvelle plate-forme carbonatée au Toarcien avec création d'une nouvelle plate-forme à l'Aalénien,
4. retour d'une plate-forme marine ouverte au Kimméridgien,
5. diminution de la profondeur d'eau au Tithonien,
6. première grande émersion pendant le Crétacé inférieur. Le Quercy est soumis à la dissolution karstique,
7. nouvelle incursion marine au Crétacé supérieur avec de nouveaux dépôts marins. Les dépôts calcaires sont recouverts par des dépôts de calcaires argileux récifaux du Turonien, puis, au Sénonien, des calcaires pélagiques, crayeux à silex,
8. dernière émersion à la fin du Maastrichtien. Au Cénozoïque se produisent des sédimentations d'origine fluviatile, lacustre ou palustre sur des formations du Mésozoïque ou par du remplissage de karsts (phosphatière du Cloup d'Aural).

## Histoire

### Antiquité
Le Quercy correspond au territoire autrefois occupé par le peuple celtique des Cadurques ou Cadurci qui forma après la conquête romaine la civitas gallo-romaine du même nom. Les limites de la cité se retrouvent dans l'ancien diocèse de Cahors dont le nom vient d'ailleurs aussi de Cadurci.

### Moyen Âge
Le territoire de la cité est ensuite intégré dans la Guyenne, partie septentrionale de l'Aquitaine détachée pour la soustraire aux interventions carolingiennes contre les révoltes vasconnes. Mais il réapparaît presque aussitôt en Cadurcensis pagus car il est en effet érigé en comté vers 780. Il est englobé en 849 dans le comté de Toulouse. À partir de 950, le nombre et la turbulence des seigneurs féodaux, retranchés dans leurs places-fortes et érigeant leur donjon, dominium de prestige, entravent le droit suzerain de Toulouse. L'ouverture féodale est indéniablement tournée vers le nord alors que la souveraineté des comtes de Toulouse l'a arraché à l'Aquitania.
La cohésion du Quercy se maintient par la puissance retrouvée et incontestée de l'évêché de Cahors. Il commande le pays et encourage de nombreuses fondations d'abbayes et de prieurés, évoluant en autant de seigneuries religieuses. Prolongeant l'ouverture aux multiples influences du nord, Moissac est ainsi à l'origine du style roman languedocien. Montauban est une bastide fondée en 1144 par Alphonse Ier Jourdain, comte de Toulouse. L'essor de la ville est rapide et sa richesse et son organisation devient modèle, au point qu'elle initie un mouvement d'émancipation municipale, imitée ensuite par Toulouse et son consulat.

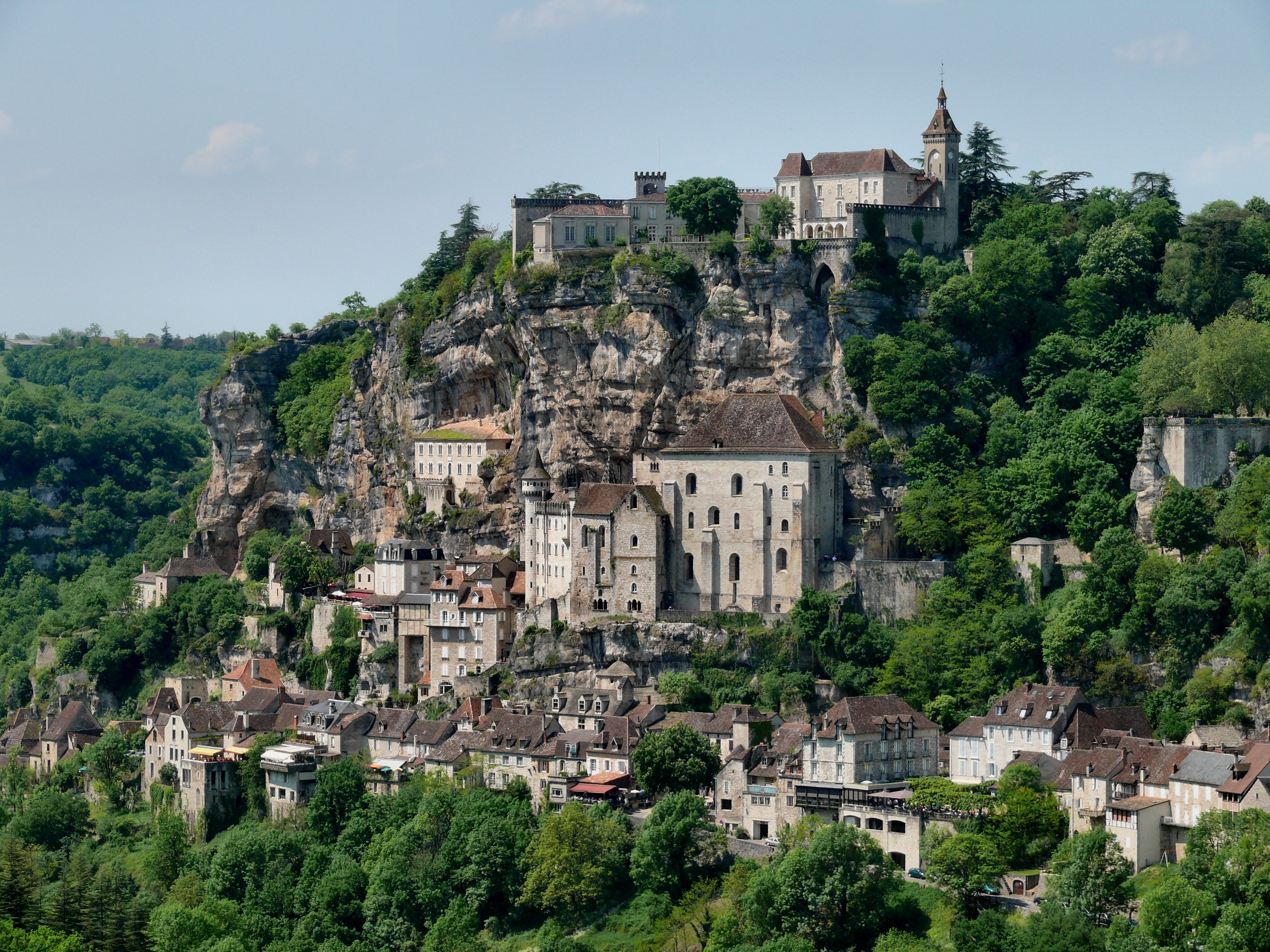
La cité médiévale de Rocamadour au cœur du parc naturel régional des Causses du Quercy.

En octobre 1214, Simon de Montfort réunit à Figeac pour la première fois les États du Quercy à la demande de Philippe Auguste pour recevoir la soumission des routiers de Capdenac, le 23 octobre. Le 2 février 1231 s'est tenu à Rocamadour une assemblée pour lutter contre le brigandage. Le vicomte de Turenne, Bertrand de Gourdon, l'abbé de Tulle, les consuls de Cahors et de Figeac, un abbé, un prieur, dix-sept seigneurs et autant de communes signèrent un pacte d'association.
Roc Amadour, filiale de l'abbaye de Tulle, est le grand lieu de pèlerinage quercynois. À son apogée médiéval, sa population dépasse 20 000 habitants. L'extirpation de l'hérésie cathare suscite la croisade contre les Albigeois. Dans une répression d'une violence disproportionnée, elle frappe le Quercy arrimé au comté de Toulouse et justifie l'intervention royale, protectrice. Une armée croisée vient alors en Quercy pour combattre les cathares. L'expédition est menée par le comte Guy II d'Auvergne en compagnie de l'archevêque de Bordeaux,.
Louis IX le confisque en 1228. À la mort de Jeanne de Toulouse, en 1271, le Quercy se retrouve au cœur des querelles et guerres franco-anglaises. C'est pour les belligérants un morceau de la Guyenne, au point que Quercy et Haute-Guyenne soient synonymes. Supposé acquis par le royaume de France, le Quercy devait être rendu à la couronne anglaise par le traité de Paris en 1259 si Jeanne de Toulouse mourait sans héritier. En 1271, Philippe III s'est emparé de tous les domaines de Jeanne de Toulouse, y compris le Quercy. Des négociations entre Édouard Ier et Philippe le Hardi ont abouti au traité d'Amiens de 1279 qui a entraîné le retour de l'Agenais et de la Saintonge à la Couronne d'Angleterre, mais laissa la souveraineté sur le Quercy en suspens. Finalement il est resté en possession de Philippe le Bel en 1286 contre le paiement d'une rente annuelle. Entre 1290 et 1360, les royaumes de France et d'Angleterre se disputent les confins de l'Aquitaine. En 1360, le Quercy subissant les affres de la peste noire depuis onze années est rendu à l'Angleterre par le traité de Brétigny-Calais. Mais la reconquête française ne tarde pas, orchestrée par Bertrand Du Guesclin pour le roi Charles V de 1373 à 1380.
Pourtant, une fois oubliées les brutalités de la guerre, les ravages de la peste noire plus dévastateurs encore, et avec un serein apaisement chrétien, les Occitans du comté de Toulouse soutiennent Charles VII, réfugié en Touraine et Berry, alors que les Parisiens, les Normands et les seigneurs influents du nord de la Seine suivent l'alliance d'intérêt anglaise et bourguignonne. Mieux, "l'Occitanie" fait pencher la balance du côté du pouvoir régalien français, qui entreprend timidement mais inexorablement la reconquête du nord.
En 1472, le Quercy ou Haute-Guyenne est réuni définitivement au domaine royal.

### Période moderne
Le Bas-Quercy est marqué par la Réforme, se signalant comme ces Pays-Bas du Sud-Ouest. Le Haut-Quercy reste hésitant sur la Réforme puis finit par demeurer dans le catholicisme. Les fureurs paysannes quercynoises seront dévastatrices, aussi soudaines que violentes, ainsi les Croquants en 1594 et en 1624.
La généralité de Montauban est créée en 1637. Le Bas-Quercy, qui prend alors son nom des premières divisions administratives françaises, devient prépondérant avec la cité montalbanaise. Le Bas-Quercy est alors un pays de minières, de fer, de bois et de vin.
La pauvreté générale et souvent la misère et la disette, aggravées par la guerre de Cent Ans et les guerres de religion, ont engendré de fréquentes révoltes populaires en Quercy, aux XVIIe et XVIIIe siècles, toujours déclenchées contre l'excès de l'impôt : une des plus fameuses celle des « croquants » en 1624, puis celles de 1635-1637 en Guyenne et en 1707 la Révolte des « Tard avisés ».
L'étude du Chanoine Eugène Sol sur « La vie économique et sociale en Quercy aux XVIe et XVIIIe siècles », évoque en détail cette pauvreté générale : « Au cours des siècles, dans un pays essentiellement agricole comme le Quercy, l'homme d'humble condition semble avoir été continuellement condamné à un état d'insécurité. Une seule mauvaise récolte suffisait le plus souvent à provoquer la disette et même la famine ».
La Révolution en Quercy : La région a été particulièrement agitée par les soulèvements paysans de la Révolution: dès l’automne 1789, « la révolte agraire constitua un élément organique du mouvement révolutionnaire. La motivation antiseigneuriale l’emportait toujours; la « guerre au châteaux » se poursuivit en 3 jacqueries consécutives. ». En Quercy comme ailleurs en France: décembre 1789-janvier 1790, novembre 1790-février 1791, juin-août 1791.
Pour Albert Soboul, « les zones de luttes antiseigneuriales constantes, intensives furent essentiellement les pays de petite culture, où la petite propriété maintenait ses positions, mais où les droits féodaux constituaient une part importante des revenus seigneuriaux. Pays encore où dominait le métayage : écrasés par le double prélèvement du propriétaire et du seigneur, les métayers prirent une part active aux troubles agraires en Quercy ».
Par ailleurs, « ces mouvements essentiellement antiféodaux manifestaient aussi une hostilité certaine contre la bourgeoisie maintenant au pouvoir: dans le Lot en décembre 1790… les bandes paysannes allèrent jusqu’à chasser les directoires de district. Une scission s’affirma dès lors entre d’une part bourgeoisie modérée et noblesse libérale, que de multiples liens rattachaient encore aux survivances féodales de l’économie agraire, de l’autre bourgeoisie radicale et paysannerie, l’une et l’autre hostiles sans compromis à l‘Ancien Régime, à la fois comme propriétaires et comme producteurs ».
Le Chanoine Sol dans son ouvrage sur « La Révolution en Quercy », souligne l'importance de la question religieuse, qui a "dominé la politique locale" et beaucoup divisé la population, comme la dictature jacobine.
Le découpage départemental de la Révolution en 1790 a approximativement respecté le Quercy. Il correspond au territoire du Lot tel que découpé à l'origine mais dont une partie a été intégrée au Tarn-et-Garonne lors de la création de ce dernier en 1808.
L'histoire paysanne du Quercy est évoquée dans le musée de plein air de Cuzals, sur le causse à 35 km de Figeac. On y trouve entre autres des vestiges de l'importante culture du safran dans la région.

## Blasonnement
|  | Quercy - D'argent au lion de gueules. Le Quercy possède les mêmes armoiries que le comte Géraud IV « Trancaléon » d'Armagnac. |

|  | Département du Lot - De gueules au pont de six arches d'argent, maçonné de sable, posé sur des ondes d'azur mouvant de la pointe, sommé de cinq tourelles aussi d'argent, maçonnées de sable, ouvertes du champ, surmontées de cinq fleurs de lys d'or. Ces armes remontent au XXe siècle : il s'agit d'une création de Robert Louis. |

## Subdivisions
Le Haut-Quercy est une subdivision administrative d'ancien régime préservée essentiellement aux environs et au nord de son chef-lieu, Cahors. Il inclut des pays fort singuliers, tels les Causses, les vallées du Lot et de la Dordogne, la Bouriane, la Limargue et enfin le Châtaignal qui annonce le Ségala rouergat. Le Bas-Quercy est également une subdivision administrative d'Ancien Régime, placée sous l'égide de Montauban.
La qualification haut et bas n'a aucun sens altimétrique à l'origine. Si les Causses et le Châtaignal du Haut-Quercy sont souvent d'austères terres d'altitude, le bas pays du Bas-Quercy s'affirme toutefois au-delà de la ligne Saint-Matré, Lalbenque et Septfonds avec l'alternance de serres, reliefs caractérisés par des revêtements de calcaire et de larges vaux verdoyants et cultivés, où s'éparpille une multitude de bordes ou métairies isolées au milieu des cultures et prairies, vignobles et vergers. Les plaines alluviales réunies de la Garonne, du Tarn ou de l'Aveyron, ou de leurs proches affluents, vers lesquelles débouchent les vallées ou les vaux sont quasi-plates. La planéité est quasi parfaite entre Nègrepelisse et les abords de Montauban, entre Castelsarrasin et Moissac.

### Subdivisions géographiques
On distingue suivant les formations calcaires :
- le Quercy blanc, région de grands plateaux calcaires blancs, souvent largement altérés jusqu'aux soubassements de la molasse, située au sud-ouest de Cahors jusqu'à la vallée de la Garonne. Ses villages sur promontoire, anciens bourgs refuges ou bastides de hauteur, sont Lalbenque, Castelnau-Montratier, Montcuq et Montpezat-de-Quercy ;
- les causses du Haut-Quercy, large bande de calcaires jurassiques durs et fissurés qui comprend les causses de Martel (nord de la Dordogne), de Gramat (entre Lot et Dordogne) et de Limogne-en-Quercy (au sud du Lot) : ce sont des plateaux secs et perméables où la décomposition des roches a creusé de petites dépressions fertiles ou des puits verticaux.

Il existe aussi une dissymétrie remarquable de part et d'autre de la ligne de chemin de fer de Souillac à Cahors. À l'ouest, l'altitude tend à décroître insensiblement et la présence constante d'arbres, de lande et d'herbes rappelle les contrées périgourdines. Le socle calcaire est çà et là recouvert de dépôts sableux et/ou argileux. À l'est, le relief reste vigoureux et ferme, les paysages annoncent la rudesse des causses.

### Subdivisions administratives en 1789
- Généralité : le Quercy faisait partie de la généralité de Cahors
- Élections : le Quercy était divisé en trois élections : Cahors, Figeac et Montauban
- Sénéchaussées : le Quercy constituait la sénéchaussée du Quercy, qui comprenait cinq bailliages secondaires : Cahors, Figeac, Montauban, Gourdon, Lauzerte et Martel (vicomté de Turenne)

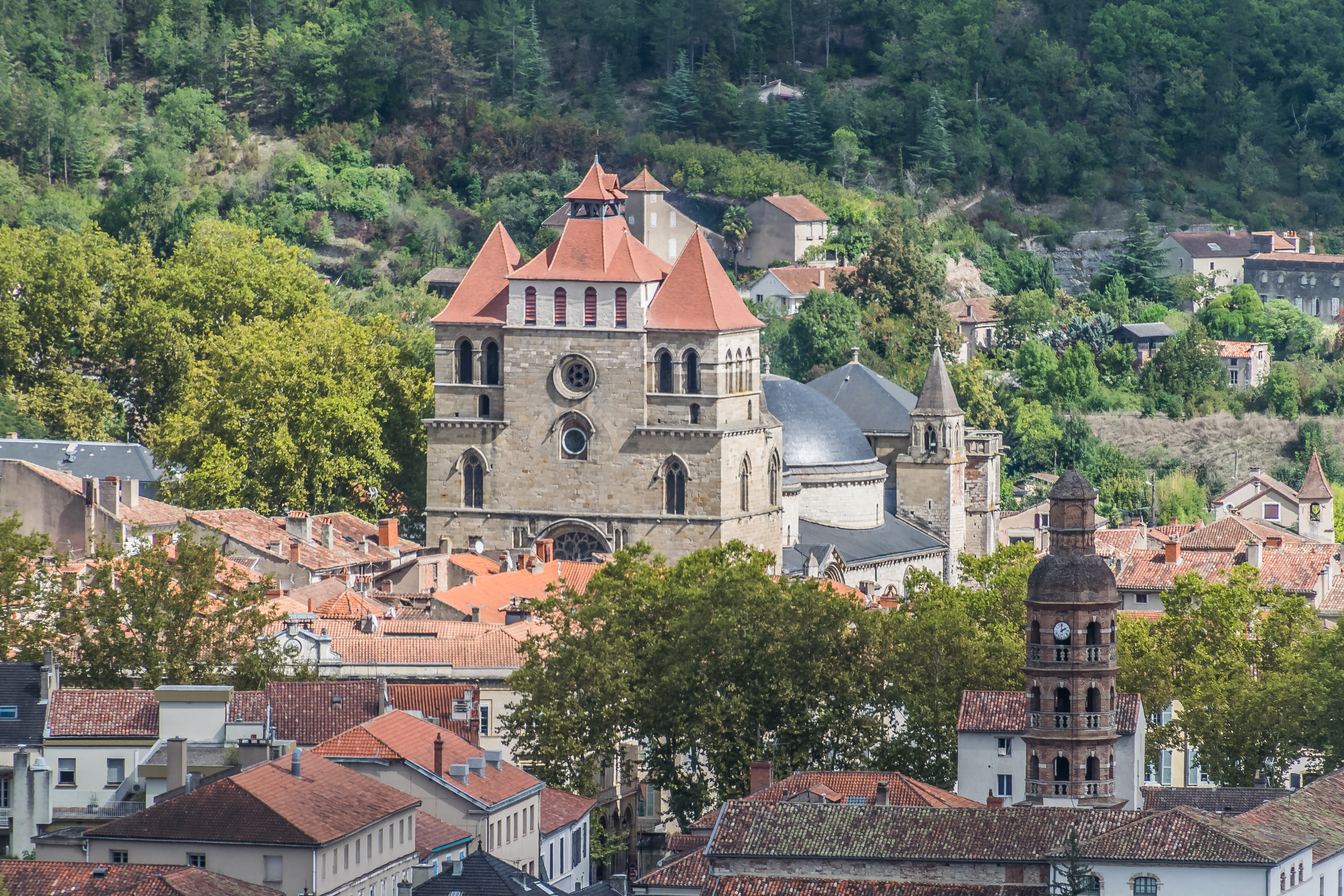
Cahors.
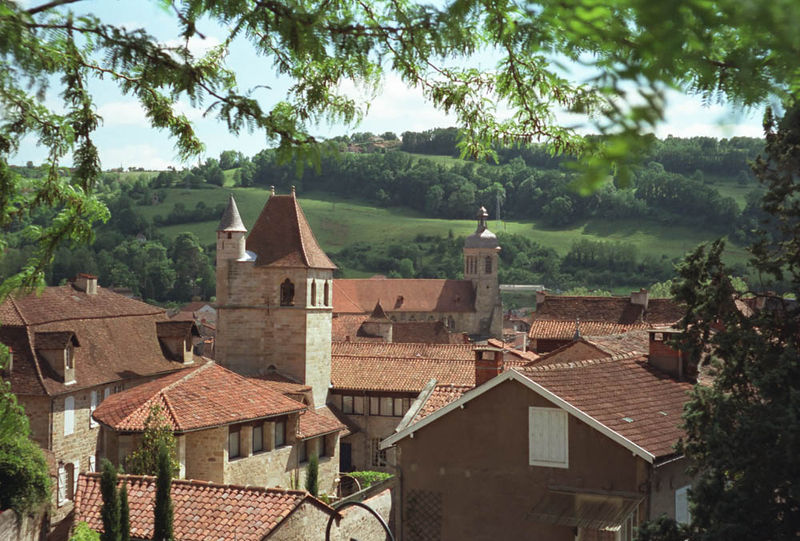
Figeac.
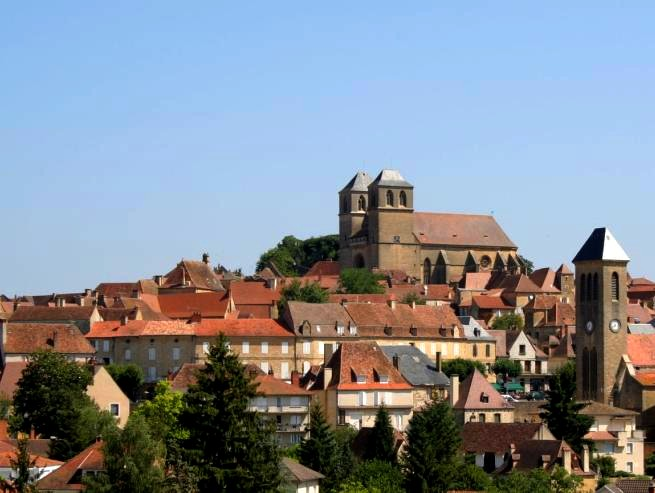
Gourdon.
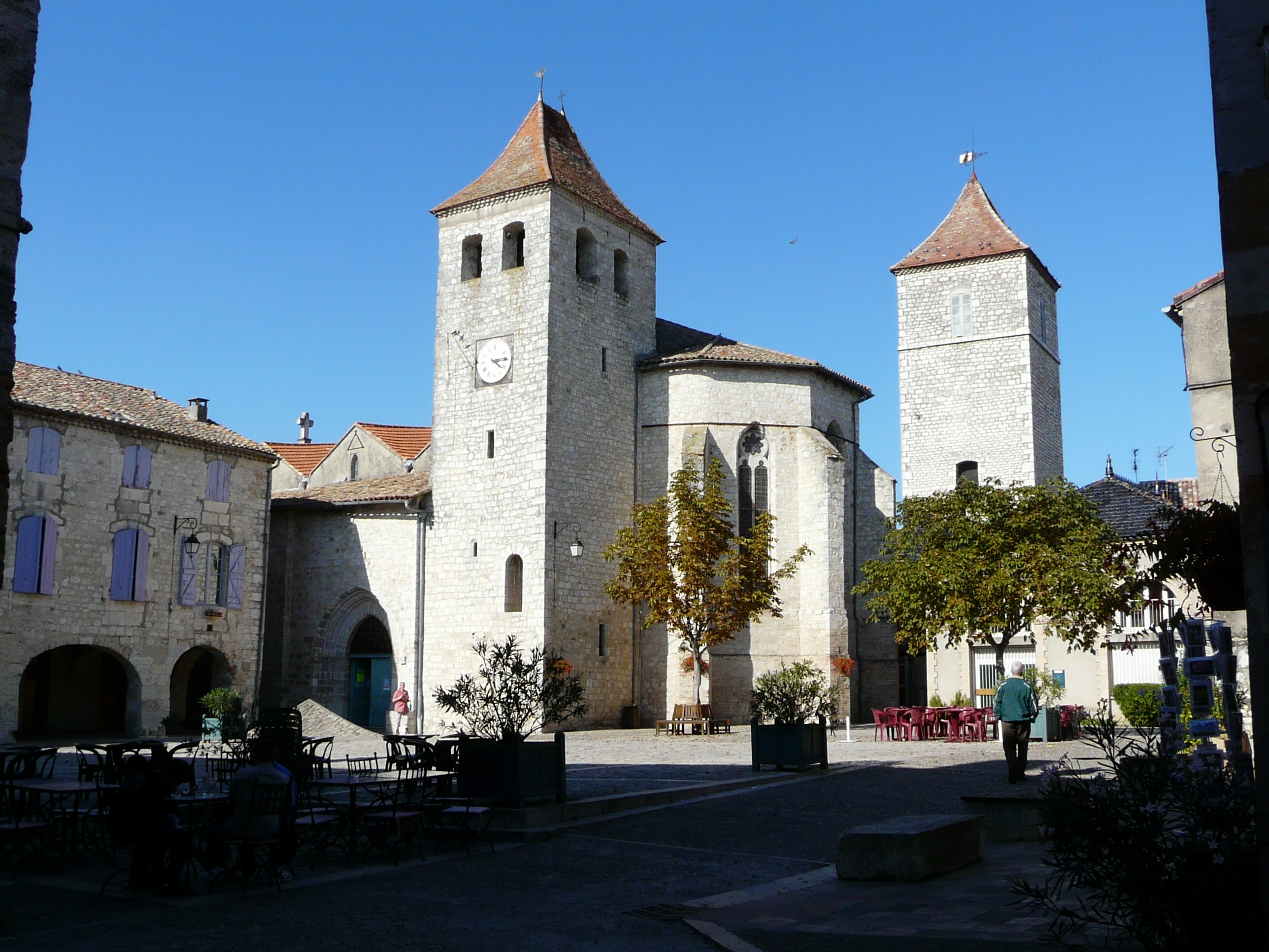
Lauzerte.
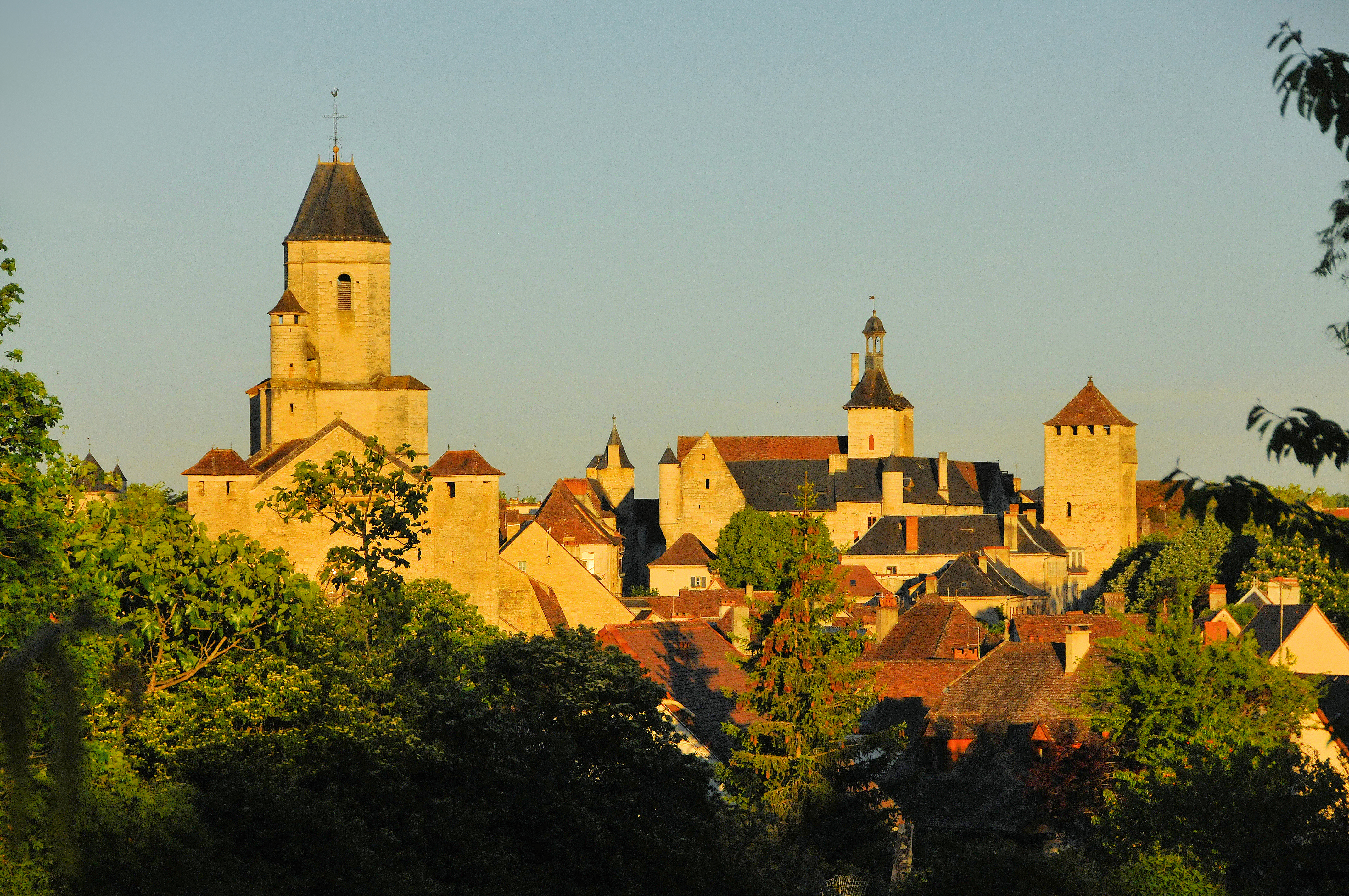
Martel.
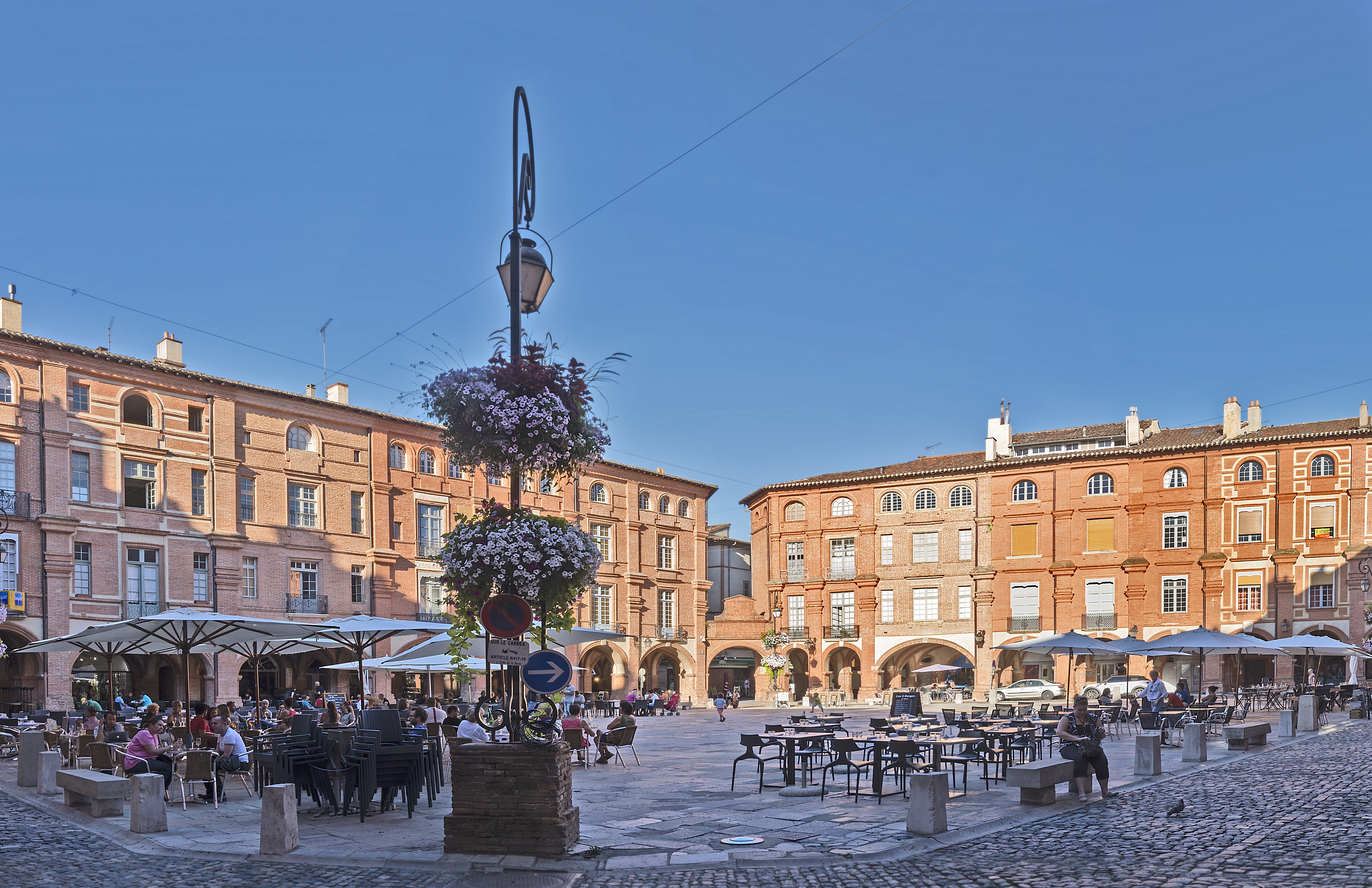
Montauban.

## Étymologie
On a parfois fait venir le mot Quercy du mot latin « quercus », le chêne. Le Quercy serait ainsi le pays des chênes que l'on voit sur tous les plateaux. Mais comme le fait remarquer le religieux Guillaume Lacoste, cette étymologie est une fiction car le mot Quercy n'apparaît en français qu'assez récemment. Lacoste rappelle que l'étymologie des noms propres anciens a été sujette à des explications qui sont plus poétiques que vraisemblables. Dans les chartes et chroniques du Moyen Âge, on emploie les mots Caturcum, Caturcium, Cadurcinium, pagus Caturcinus, et, en langue vulgaire, Karcin, Quarcin, Quiercin, et Caourcin d'où dérive le nom de la capitale, Caours, Cahors, et de la province, Quercin, Querci ou Quercy. Ces noms sont dérivés de celui du peuple gaulois qui occupait le territoire, les Cadurci, Cadurques.
Pour le nom Cadurci, Guillaume Lacoste fait remarquer que les ruisseaux qui disparaissent pour réapparaître plus loin sont appelés cadourques où on retrouve le mot celtique Adour. Il propose de faire dériver le nom Cadurci pour désigner le pays des ruisseaux souterrains qui sont nombreux dans le Quercy. Michel Labrousse écrit dans Histoire du Quercy (éd. Privat, 1993) : « Le Quercy tire son nom du peuple gaulois des Cadurques. Leur nom s'apparenterait à la racine gauloise cados = cadros, beau, et sa forme première reconstituée, cad-or-ci pourrait signifier « ceux qui vivent sur les bords d'une belle rivière », sans doute le Lot »[réf. souhaitée].
Le terme Cahors se réfère aux Cadurques. Le diocèse primitif de Cahors, correspondant à l'antique civitas, est le Quercy. Il est probable que l'orthographe actuelle, Cahors, vient de la lente altération de Divona Cadurcorum. Divona est le nom celtique d'une source divinisée, l'actuelle fontaine des Chartreux.
Les habitants de Cahors ont tôt été connus comme Cadurciens ou Cahorsins, ainsi que le mentionne Dante dans son Purgatoire.

## Le parc naturel du Quercy
Le parc naturel des Causses du Quercy, créé en 1999, s'étend sur 175 717 hectares et regroupe 97 des 340 communes du Lot. Le territoire est composé de 3 milieux géologiques : le causse, les vallées et le Limargue, à l'est, doté d'un important réseau hydrographique. C'est ce réseau qui forme la multitude de grottes et de gouffres. Les cavités souterraines abritent huit espèces rares et vulnérables de chauve-souris. Les 5 vallées du Lot, du Célé, du Vers, de l'Ouysse et de l'Alzou sont, elles, surplombées de corniches où nichent de grands rapaces comme le faucon pèlerin et le hibou grand-duc. Les berges de ces rivières favorisent le développement des orchidées sauvages, des narcisses des poètes et des petites fougères « ophioglosses » ou « langues de serpent ». Sur les landes à genévriers du causse, vivent l'œdicnème criard, petit échassier, et le lézard ocellé, qui peut atteindre 60 cm à 80 cm de long et qui est le plus grand d'Europe. Le parc naturel abrite également la dernière zone de France métropolitaine (hors zones montagneuses) vierge de toute pollution lumineuse, connue sous le nom de triangle noir du Quercy.

## La réserve naturelle nationale d'intérêt géologique du département du Lot
La réserve naturelle nationale d'intérêt géologique du département du Lot a été créée en 2015 pour assurer la protection contre le pillage des fossiles vieux de plusieurs millions d'années qui se trouvaient dans les anciennes mines de phosphate.

## Personnalités du Quercy

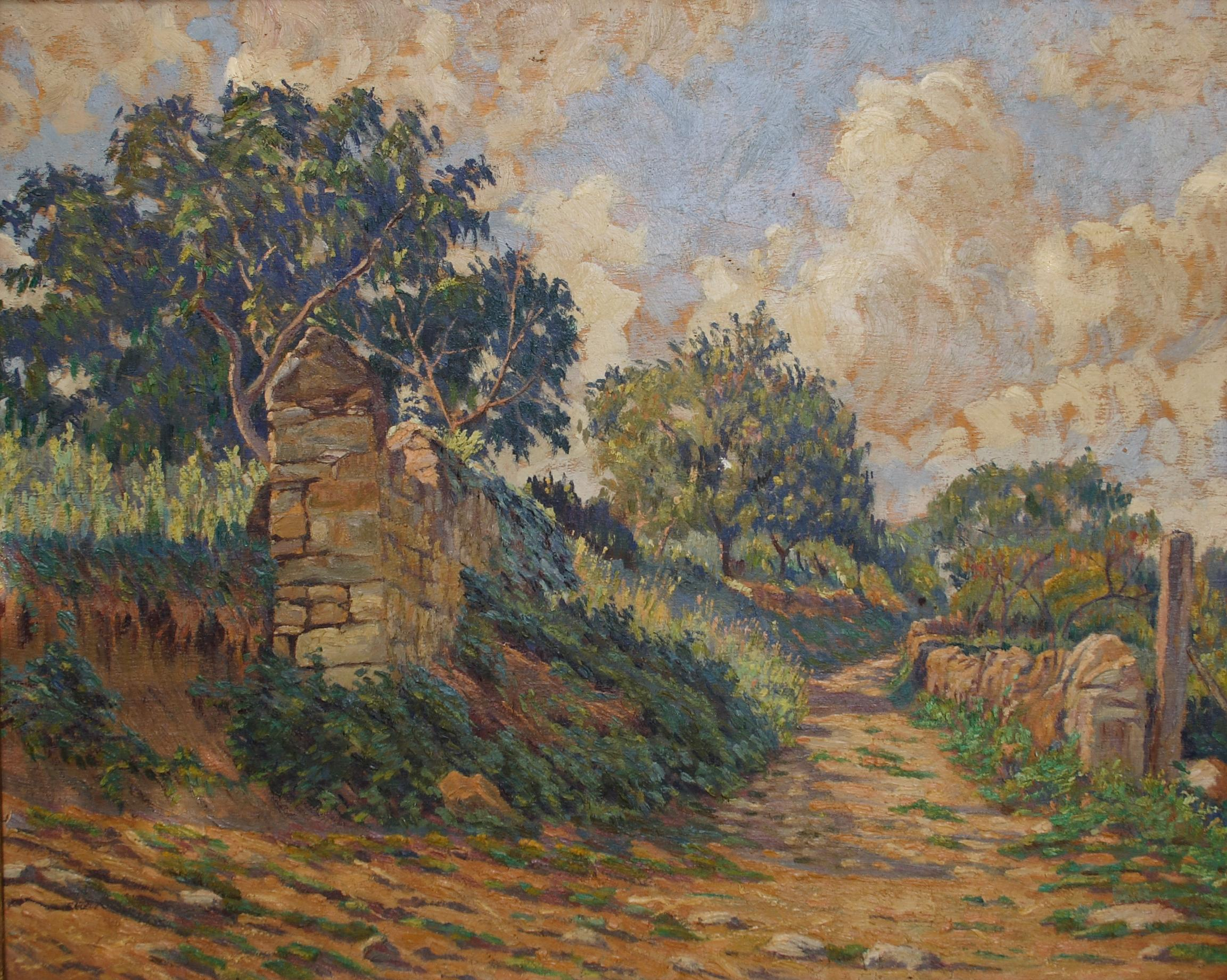
Georges-Émile Lebacq, vers 1935 : Chemin à Carennac (Lot).

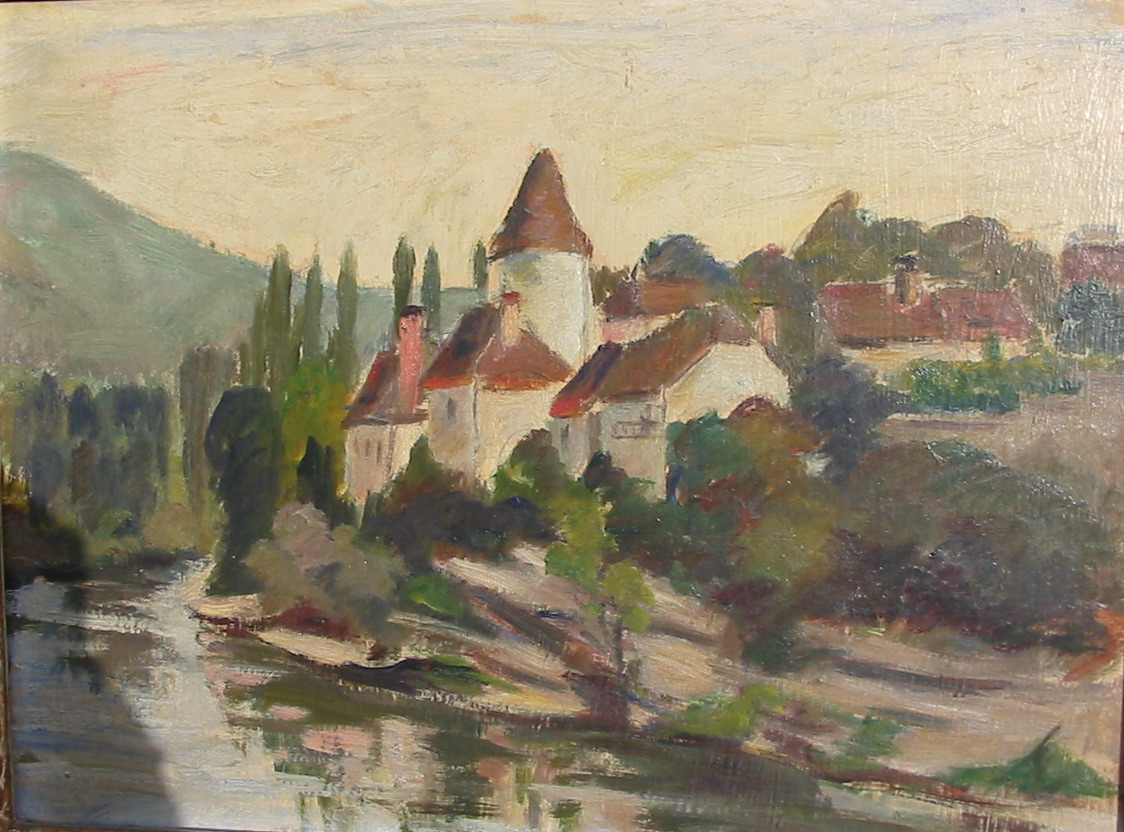
Marcelle Bergerol, vers 1950 : Village de Meyronne (Lot).

### Historiens du Quercy
- Chanoine Edmond Albe (1861-1926).
- Abbé Guillaume Lacoste (1755-1831).
- Jean Lartigaut (1925 - 2004).
- Chanoine Eugène Sol.

### Écrivains régionalistes du Quercy
- Léon Cladel (1835-1892).
- Émile Pouvillon (1840-1906).
- Ferdinand de Laroussilhe (1852-1919).
- Christian Signol, écrivain.
- Yvette Frontenac, poète et écrivain régional (1925-1998).
- Francis Maratuech.

### Autres personnalités du Quercy
- Familles nobles : Liste des familles nobles du Rouergue
- Jean de Valette (1494-1568), grand maître de l'ordre de Saint-Jean de Jérusalem.
- Clément Marot, poète né à Cahors (1496-1544).
- Olivier de Magny, poète (1529-1561).
- François de Béthune, comte d'Orval, gouverneur calviniste de Figeac et fils de Sully.
- Jean-Baptiste Poncet-Delpech (1743-1817), homme de lettres, peintre, député du tiers état aux états généraux de 1789, membre de l’Assemblée constituante, membre du conseil des Cinq-Cents, président du tribunal civil de Montauban.
- Étienne Henri d'Escayrac Lauture (1747-1791), figure de la Contre-Révolution.
- Jean-Antoine Marbot (1754-1800), homme politique et général français, député de la Corrèze à l'Assemblée législative, député de la Corrèze au Conseil des Anciens, élu deux fois président du Conseil des Anciens.
- Joachim Murat (1767-1815), maréchal d'Empire, roi de Naples.
- Jean-Baptiste Bessières (1768-1813), Maréchal d'Empire , Duc d'Istrie.
- Antoine Adolphe Marcelin Marbot (1781-1844), général français.
- Jean-Baptiste Antoine Marcellin Marbot (1782-1854), général français, auteur des célèbres Mémoires du Général Marbot.
- Jean-François Champollion (1790-1832), égyptologue.
- Stanislas d'Escayrac Lauture (1822-1868), explorateur.
- Léon Gambetta (1838-1882), homme politique.
- Francis Maratuech (1853-1908), écrivain et poète.
- Antonin Perbosc (1861-1944), poète, ethnographe et pionnier de la graphie classique en occitan.
- Georges-Émile Lebacq (1876-1950), peintre belge impressionniste et postimpressionniste, appelé le « Peintre du Quercy », vécut dans le Haut-Quercy de 1934 à 1945.
- Philippe Gaubert (1879-1941), musicien, chef d'orchestre et compositeur.
- Charles Boyer (1899-1978), acteur franco-américain né à Figeac.
- Marcelle Bergerol (1901-1989), artiste peintre.
- Anny Flore (1912-1985), chanteuse et actrice.
- Maurice Faure (1922-2014), résistant et homme politique.
- Nino Ferrer (1934-1998), auteur, compositeur et chanteur italien naturalisé français.
- Françoise Sagan (1935-2004), écrivaine.

#### Fictions
- Les Coqs de Minuit (1951), roman de Pierre Gamarra situé dans le Quercy aveyronnais durant la Révolution française[rem 1].
- La Légende de la Lozette (1888, réédité en 2008), roman de Ferdinand de Laroussilhe, une vision romantique du passé médiéval du Haut-Ségala, fondée sur une tradition orale ancienne.

1. ↑  L'adaptation du roman de Pierre Gamarra, en 1973, par Édouard Logereau, sera cependant filmée autour de Najac.